# Tetrafármaco
Tetrafármaco (em latim: tetrapharmacum; em grego clássico: τετραφάρμακος/τετραϕάρμακον; romaniz.: tetraphármakos/tetrapharmakon; lit. "as quatro drogas") era um composto farmacêutico conhecido na farmacologia da Grécia Antiga como uma mistura de cera, resina, breu e gordura animal, na maioria das vezes a gordura de porco.

## Metáfora de Epicuro
A palavra 'Tetrafármaco' foi usada por Epicuro e seus discípulos como preceito de quatro remédios para a cura da alma (em especial às ansiedades humanas):
- Não há nada a temer quanto aos deuses;
- Não há necessidade de temer a morte (fim das sensações);
- A felicidade é possível (ético-lógica: a história tem mudança; fases finitas);
- Podemos escapar à dor (educação dos sentidos).

## Prato romano
Também foi um prato complicado e caro em cozinha romana imperial. Continha úbere de porca, faisão, javali e presunto em massa. A única fonte de informações sobrevivente sobre o tetrafármaco é a história de Augusto, que menciona três vezes, uma brincadeira do final do século IV alegando ser uma história do final do século III. Todas as três menções são creditadas à biografia redescoberta de Adriano por Mário Máximo. Segundo esta fonte, o César Lúcio Élio (morto em 138) inventou o prato, o seu colega sênior, o imperador Adriano aprovou; o imperador seguinte, Alexandre Severo, gostou muito.